# ポール・ボルカー
ポール・アドルフ・ボルカー・ジュニア（英語: Paul Adolph Volcker、Jr.、1927年9月5日 - 2019年12月8日）は、アメリカ合衆国の経済学者。カーター、レーガン政権下（1979年 - 1987年）で第12代連邦準備制度理事会（FRB）議長を務めた。ロンドン大学スクール・オブ・エコノミクスフェロー。FRB議長として、アメリカを襲っていた高インフレに対処するため、政策金利を大幅に引き上げインフレを封じ込めた功績で知られる。

## 生い立ち
1927年、ニュージャージー州ケープ・メイで、父親のポール・アドルフ・ボルカー、母親のアルマ・ルイーズ（旧姓クリッペル）の間に生まれた。ティーネックで成長し、父親は郡区の初代区長であった。幼少時、ボルカーは母親の信仰していたルーテル教会に通ったが、父親は米国聖公会の信者であった。
ボルカーはティーネック高校を卒業し、その後はプリンストン大学政治経済学部、ハーバード大学ケネディ・スクールで政治経済学修士号を取得。

## 経歴
- 1952年、ニューヨーク連邦準備銀行入行。
- 1957年、チェース・マンハッタン銀行に出向、同行副社長（1965年 - 1968年）を務める。
- 1969年、財務省通貨担当事務次官を務める。
- 1971年、ジョン・コナリー長官下の主席財務次官として、キャンプ・デービッドの合意案を起草し、ブレトンウッズ協定による固定為替相場制の廃止に貢献した。
- 1975年、ニューヨーク連邦準備銀行総裁を務める。
- 1979年、カーター政権下で連邦準備制度理事会議長に選任され、1983年に続くレーガン政権下でも再任された[5]。
- 1987年8月、後任のアラン・グリーンスパンにFRB議長職を継承。退任後も財務省ポスト、大企業の社外取締役などを歴任し、精力的に活動を続ける。
- 1988年11月、勲一等瑞宝章受章[6]。
- 2004年、国連「石油・食糧交換プログラム」におけるイラクの不正需給（国連汚職問題）を調査する独立調査委員会委員長に就任している。新生銀行のシニア・アドバイザーでもある。
- 2008年11月、バラク・オバマ次期政権における大統領経済回復諮問委員会委員長に就任することが決定した。
- 2019年12月8日午後5時、ニューヨーク州にて満92歳で死去[7][8]。

## ボルカー・ショック
ボルカー指導下のFRBは、1970年代の米国におけるスタグフレーションを巧拙を抜きにして、とにかく終わらせた業績で知られている。連邦準備制度理事会議長に就任した1979年8月より「新金融調節方式」、いわゆるボルカー・ショックと呼ばれる金融引き締め政策を断行した。
ボルカーの導入した引き締め政策によって、1979年10月にはニューヨーク株式市場は短期間のうちに10%を超える急落を見せた（ボルカー・ショック）。1979年に平均11.2%だったフェデラル・ファンド金利（政策金利）はボルカーによって引き上げられて 1981年には20%に達し、市中銀行のプライムレートも同年21.5%に達した。しかし、それと引き換えにGDPは3%以上減少し、産業稼働率は60%に低下、失業率は11%に跳ね上がった。特に、政策目標をマネーサプライに変更したことから、フェデラル・ファンド金利が乱高下することとなり経済の不確実性が高まったことが、不必要に経済状況を悪化させた。
この結果、ボルカー指導下の連銀は、連邦準備制度の歴史上最も激しい政治的攻撃と、1913年の創立以来最も広範な層からの抗議を受けることになった。高金利政策によって建設、農業部門などが受けた影響により、重い債務を負った農民がワシントンD.C.にトラクターを乗り入れてFRBが本部を置くエックルス・ビルを封鎖する事態にまで至った。
そのような中で引き締めを続けることが困難となり、1982年後半、3年続けた金融引き締め政策を断念した。3年間の金融引き締め政策でインフレ率は1981年に13.5%に達していたものが1983年には10%以上も減少し3.2%まで低下するとともに、失業率は大幅に悪化していた。金融引き締めから緩和に転じたことによってアメリカ経済は活気を取り戻し、GDP・産業稼働率は向上し、失業率は低下した。

## ボルカー・ルール
2010年1月21日、オバマ大統領は自らが「ボルカー・ルール」と呼ぶ銀行規制案を提案した。名称はボルカーによる積極的な銀行規制論に因む。発表の場には大統領と共にボルカーが現れた。このルールは投資銀行に対してヘッジファンド及び未上場企業への投資やそれらの所有を禁ずるもので、自己勘定取引についても制限を加えている。
2010年2月24日、ウォール・ストリート・ジャーナル紙上に超党派の元財務長官5人の連名でボルカー・ルール支持の声明が発表された。連名には、マイケル・ブルーメンソール、ニコラス・ブレイディ、ポール・オニール、ジョージ・シュルツ、ジョン・スノーの名が連なっていた。
2010年3月6日、ドイツでの講演で、投資銀行の自己勘定取引を制限するボルカー・ルールの導入によって高リスク取引を規制し、投資銀行のヘッジファンド化を避ける事でデリバティブ市場の透明性を確保する必要があると発言した。取引相手がそのリスク負担を十分把握できない状態でリスクの再配分が行われることが、世界金融危機の際にアイスランドやギリシャのシステミック・リスクを招いたことへの反省を念頭に置いたもの。
2012年2月22日にフィナンシャル・タイムズ紙に、日本の安住淳財務相とイギリスのジョージ・オズボーン財務相が連名で、外国銀行の流動性が損なわれること、国債発行が難しくなることへの懸念を表明した。ボルカーは3月14日にワシントンであらためてボルカー・ルールの2012年7月導入を訴えた。同日、英財務省は3月21日にオズボーン財務相が戦時国債以来の永久国債発行検討を正式に発表する情報を公開していた。

## 人物
- 民主党の支持者[15]。
- ノーベル経済学賞受賞者であるジョセフ・E・スティグリッツは、あるインタビューでボルカーについて次のように述べている。

連邦準備銀行理事会の前議長でインフレを制御下に置いたことで知られるポール・ボルカーは、レーガン政権から規制緩和を進めるには不適任と見られて解任された。

- ボルカーはウォール街関係者による決まり文句に反駁することで知られている。ウィーク（英語版）誌の2010年2月5日号によれば、彼は「金融手法の革新」(financial innovation) が健全な経済に必要だという保守的な考え方さえ買わない。実際、彼の持論の一つは「銀行の革新で有意義だったのは唯一ATMだけだ」である[17]。

## 著作（日本語訳）
- 行天豊雄と共著『富の興亡　円とドルの歴史』江沢雄一監訳、東洋経済新報社、1992年
- クリスティン・ハーパーと共著 『ボルカー回顧録　健全な金融、良き政府を求めて』村井浩紀訳、日本経済新聞出版社、2019年。ISBN 4532176778